# Ajit Pandey
Ajit Pandey (Murshidabad, 1939 - Calcuta, 13 de junio de 2013) fue un cantante y político indio. 
Pandey se involucró en la música y la política desde una edad temprana. Durante su carrera, ha grabado más de 30 álbumes, ganando premios internacionales de Rusia, Bangladés y Vietnam. También se desempeñó como miembro de la Asamblea Legislativa, donde representó a la circunscripción de Bowbazar. Murió de un ataque al corazón en Calcuta a la edad de 75 años.